# Ils étaient trois
Pour plus de détails, voir Fiche technique et Distribution.
Ils étaient trois (These Three) est un film américain en noir et blanc réalisé par William Wyler, sorti en 1936.

## Genèse
Le film s'inspire de la pièce de théâtre de 1934 de Lillian Hellman, The Children's Hour, laquelle relate l'histoire vraie de deux enseignantes écossaises, Jane Pirie (1779-1833) et Marianne Woods (1781-1870), dont la vie a été détruite en 1810 lorsqu'elles ont été faussement accusées par une élève de pratiques « contre-nature ». À l'époque, la mention de l'homosexualité sur scène était illégale dans l'État de New York. Parce que le code de censure Hays, en vigueur au moment de la production du film, ne permettait pas à un film d'être axé sur le lesbianisme, ni d'en faire allusion, Samuel Goldwyn fut le seul producteur qui voulut acheter les droits cinématographiques de la pièce de théâtre. Il engagea Lillian Hellman pour adapter la pièce à l'écran. Pour contourner la censure, elle changea le mensonge selon lequel les deux professeures étaient amantes par le mensonge selon lequel l'une des professeures avait couché avec le fiancé de l'autre. L'organisme du code Hays interdisant de faire allusion ou d'utiliser le titre original de la pièce, Lillian Hellman changea le titre de son scénario en The Lie (Le Mensonge). Ce n'est qu'une fois le tournage principal terminé, que le film fut rebaptisé These Three (Ils étaient trois).

## Synopsis
Martha Dobie et Karen Wright sont deux directrices inséparables d'une institution pour jeunes filles, bâtie à partir d'une ancienne ferme délabrée. Mais leur solide amitié est troublée par le docteur Joseph Cardin, le futur époux de Karen et l'amoureux secret de Martha, qu'elles ont rencontré lors de la construction de leur école.
Les deux femmes hébergent une tante de Martha, Lily Mortar, vieille actrice insupportable et acariâtre. Un jour, sa nièce prie Lily de quitter la maison. La tante, toujours en veine de ragots, insinue méchamment que Martha souhaite se débarrasser d'elle pour rester seule avec Joseph et tromper Karen. Indignée, Martha la chasse de l'école. Mais les accusations mensongères de Lily ont été entendues par deux élèves au comportement opposé : la première, Mary, petite-fille de Mrs Tilford, la bienfaitrice de l'école, est une enfant menteuse et méchante tandis que la seconde, Rosalie, naïve et timide, est terrorisée par Mary. Mary, en suivant les quolibets de Lily qu'elle a entendus lors de la dispute entre Martha et sa tante, discréditer l'école ; elle raconte à sa grand-mère qu'il s'y passe la nuit des choses sexuelles entre Joe et Martha auxquelles des fillettes ne devraient pas assister. Des mensonges que Rosalie confirme sous la menace de voir Mary dénoncer le vol d'un bracelet qu'elle a commis. Le scandale éclate et le trio amoureux est humilié. Les parents retirent leurs enfants de l'école en raison de l'immoralité des institutrices et de la liaison entre Joe et Martha inventée de toutes pièces par Lily et Mary. Joseph, Karen et Martha perdent leur procès en diffamation contre Mrs Tilford : leur réputation est ruinée. Joseph, chassé de son hôpital et désormais sans emploi, part seul pour Vienne : Karen lui a avoué qu'elle craignait parfois qu'il existât une part de vérité dans tous les mensonges concernant ses rapports avec Martha.
La petite Rosalie reconnaît enfin avoir menti. S'il est trop tard pour réparer le tort fait à la réputation des trois amis, rien ne peut séparer désormais Joseph et Karen, toujours amoureux l'un de l'autre. Martha n'a pas d'autre choix que d'accepter leur amour réciproque mais elle a retrouvé toute la confiance de son amie Karen.

## Fiche technique
- Titre : Ils étaient trois
- Titre original : These Three
- Réalisation : William Wyler
- Scénario : Lillian Hellman, d’après sa pièce The Children's Hour (1934)
- Musique : Alfred Newman (non crédité)
- Costumes : Omar Kiam
- Photographie : Gregg Toland
- Montage : Daniel Mandell
- Producteur : Samuel Goldwyn
- Société de production : Samuel Goldwyn Productions
- Société de distribution : United Artists
- Pays de production :  États-Unis
- Langue d'origine : anglais américain
- Format : noir et blanc — 35 mm — 1,37:1 — son : mono (Western Electric Wide Range Noiseless Recording)
- Genre : drame psychologique
- Durée : 93 minutes
- Dates de sortie :
  - États-Unis : 18 mars 1936
  - France : 14 mai 1936

## Distribution
- Miriam Hopkins : Martha Dobie
- Merle Oberon : Karen Wright
- Joel McCrea : Dr Joseph "Joe" Cardin
- Margaret Hamilton : Agatha
- Walter Brennan : Chauffeur de taxi
- Alma Kruger : Mme Amelia Tilford
- Bonita Granville : Mary Tilford
- Catherine Doucet : Mme Lily Mortar
- Marcia Mae Jones : l"élève Rosalie Wells
- Carmencita Johnson : l'élève Evelyn Munn

Acteurs non crédités
- Frank McGlynn Sr. : le juge
- Greta Meyer : la serveuse viennoise